# ويريوير ليكينج
ويريوير ليكينج  (بالفرنسية: Werewere Liking)(ولدت بالكاميرون عام 1950)كاتبة، مؤلفة مسرحية وممثلة قائمة في ابيدجان، ساحل العاج. أسست فرقة مسرح كي-يي مبوك في عام 1980 وأسست قرية كيي يي في عام 1985 للتعليم الفني للشباب.
تعد روايتها Elle sera de jaspe et de corail رواية لأغنية يرويها في كتابة مجلة في تسعة مواضيع.
حصلت ويريوير على جائزة الأمير كلاوس عن إسهاماتها في الثقافة والمجتمع لعام 2000، وجائزة نوما لعام 2005 عن كتابها La mémoire amputée.